# Ingeborg Schmitz
Ingeborg Schmitz (n. 22 aprilie 1922, Berlin, Republica de la Weimar) este o înotătoare ce a reprezentat Germania, medaliată olimpică. A participat la o ediție a Jocurilor Olimpice (1936) în care a câștigat o medalie de argint.

## Participări
Lista de mai jos prezintă principalele competiții la care a participat Ingeborg Schmitz de-a lungul carierei.
- Olympische Sommerspiele 1936/Schwimmen – 4 × 100 m Freistil (Frauen)[*]